# Bundesstraße 434
Die Bundesstraße 434 (Abkürzung: B 434) war eine deutsche Bundesstraße und verlief von Hamburg-Uhlenhorst nach Bargteheide. Historisch ist sie der südliche Teil des Königswegs von Hamburg nach Lübeck.
Der Verlauf im Detail: Abzweigung von der B 5 am Friedrich-Schütter-Platz (Mundsburg) – Hamburger Straße/Oberaltenallee – Barmbeker Markt – Bramfelder Straße – Bramfelder Chaussee – Saseler Chaussee – Bergstedter Chaussee – Landesgrenze Hamburg/Schleswig-Holstein bei Hoisbüttel – Ammersbek – Bargteheide, hier Einmündung in die ehemals dort verlaufende B 75 Richtung Lübeck.
Das südliche Ende der B 434 hatte fast unmittelbaren Anschluss an die B 75, beide stellten also Alternativrouten dar.
Teile der B 434 wurden im März 2005 zurückgestuft, in Schleswig-Holstein zur Landesstraße 225.